# Cursă de cămile

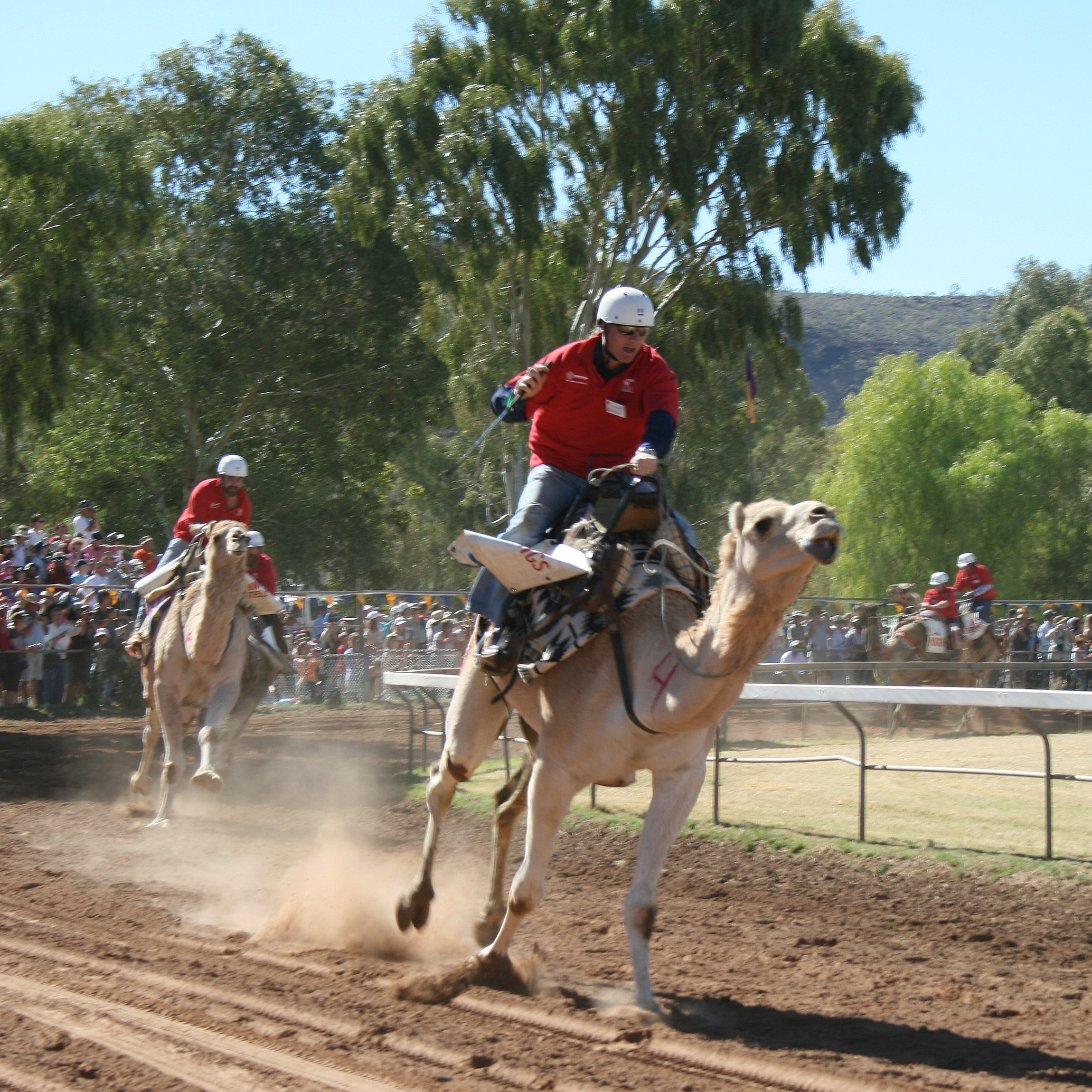
Desfăşurarea unei curse de cămile

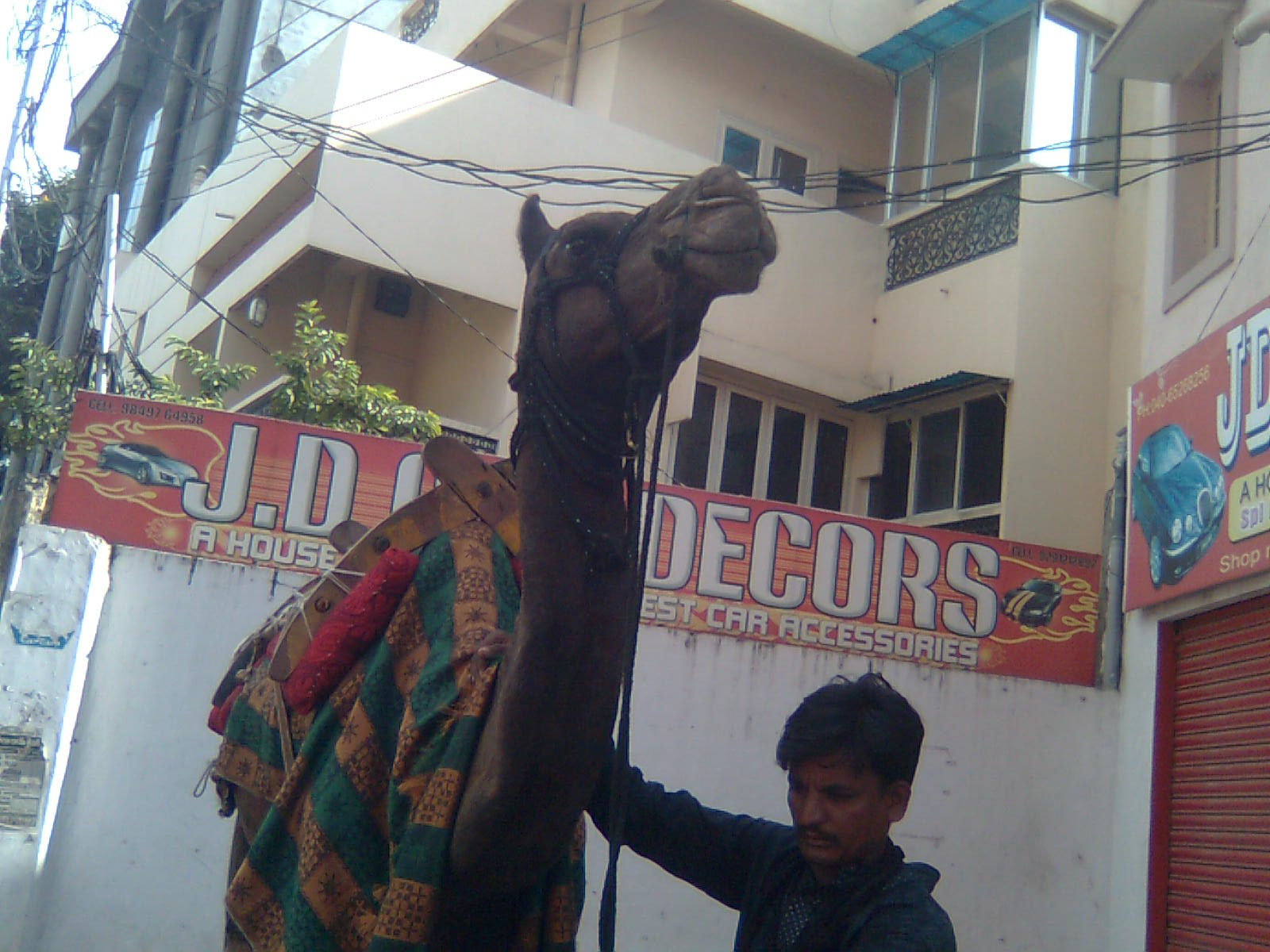
Camilă folosită pentru evenimente speciale

Cursele de cămile sunt un sport popular practicat de către populația locală, care a luat naștere în Peninsula Arabă și predomină încă din perioada islamică.
Pe lângă faptul că se foloseau ca mijloc de transport și se creșteau pentru harnă, cămilele erau de asemnea folosite pentru divertisment, sărbători, festivaluri și evenimente speciale.
Aceaste tradiții au continuat până în ultimele trei decenii ale secolului al XX-lea, atunci când au început să se organizeze curse de cămile într-un mod oficial.
Au fost stabilite organizații pentru formarea unor regulamente și pentru administrarea evenimentelor ce aveau loc.În țări diferite, precum Sudan, Egipt, India și Australia, dar în special în țările arabe din Orientul Mijlociu, sportul a devenit extrem de popular.

## Evoluție
În prezent, cămilele sunt crescute special pentru curse, folosindu-se metode atent controlate de creștere, de formare și de nutriție.În Emiratele Arabe Unite, care este centrul curselor de cămile din Orientul Mijlociu, sunt folosite metode sofisticate de instruire ce includ utilizarea benzilor de alergat și bazinele de înot. Administrațiile locale încurajează aceste programe și oferă subvenții pentru proprietarii și crescătorii de cămile.

## Reguli
Antrenamentul cămilelor începe de la 6 luni și intrarea în competiție se va face după împlinirea vârstei de 3 ani.La o cursă participă între 25 și 30 de cămile. Aceste curse sunt prevăzute pe distanțe care variază de la 4 km până la 6 km. Din cauza diferenței de greutate dintre masculi și femele, se concurează în general separat.
Cămilele pot ajune la o viteze de până la 65 km/h în sprinturi scurte și pot menține o viteză de 40 km/h timp de o oră.

## Copiii-jocheu
Copiii sunt adesea favorizați ca jochei datorită greutății lor. S-a raportat faptul că mii de copii sunt aduși din state precum Afganistan, Bangladesh, Iran, Pakistan și Sudan pentru a fi folosiți pe post de jochei în industria curselor de cămile.
Mulți dintre ei sunt grav răniți în timpul curselor.Unele țări au emis sancțiuni pentru cei care fac trafic cu copii și au ordonat proprietarilor returnarea copiilor înapoi în țările lor de origine.
Cu toate acestea, copiii salvați au fost cei care au fost vânduți de proprii lor părinți în schimbul banilor sau a unui loc de muncă în străinătate. În unele cazuri ajung să fie vânduți din nou pentru aceleași scopuri. Alți copii nu vorbesc limba lor maternă, sau nu știu cum să trăiască în afara fermelor de cămile, unde sunt ținuți captivi.

### Interzicerea folosirii copiilor-jocheu
Emiratele Arabe Unite au fost primele care au interzis folosirea copiilor sub 15 ani ca jochei în cursele de cămile. În prezent s-au emis sancțiuni mai dure cum ar fi închisoarea pentru cei găsiți vinovați.
În momentul de față se foloseste așa numitul jocheu mecanic, ca înlocuitor al copiilor jochei.